# آرثر برترام كورت
آرثر برترام كورت (بالإنجليزية: Arthur Bertram Court)‏ هو عالم نبات أسترالي، ولد في 1927، وتوفي في 2012.